# Cymbachina albobrunnea
Genre
Espèce
Synonymes
- Xysticus albobrunnea Urquhart, 1893

Cymbachina albobrunnea, unique représentant du genre Cymbachina, est une espèce d'araignées aranéomorphes de la famille des Thomisidae.

## Distribution
Cette espèce est endémique de Nouvelle-Zélande.

## Description
La carapace de la femelle holotype mesure 1,8 mm de long sur 1,8 mm et l'abdomen 3 mm de long sur 2,5 mm.

## Publications originales
- Urquhart, 1893 : Descriptions of new species of Araneidae. Transactions  of the New Zealand Institute, vol. 25, p. 165-190 (texte intégral).
- Bryant, 1933 : Notes on types of Urquhart's spiders. Records of the Canterbury Museum, vol. 4, p. 1-27.